# Cecil Terwilliger
Cecil Terwilliger je fiktivní postava z amerického animovaného seriálu Simpsonovi. Je mladším bratrem Roberta Underdunka Terwilligera, známého jako Levák Bob. Poprvé se objevil v epizodě 8. řady Bratr z jiného seriálu, kde vyšlo najevo, že Bob dostal před deseti lety práci v Krustyho show jen proto, že Cecil, který vždycky chtěl být dětským bavičem, neuspěl v konkurzu. Později se stal springfieldským „hlavním hydrologickým a hydrodynamickým inženýrem“, ačkoli plánoval vyhodit do povětří novou vodní přehradu, kterou stavěl, aby nikdo nepoznal, jak levně byla vyrobena. Většinu peněz na stavbu si Cecil nechal pro sebe, aby to vypadalo, že je to jeho bratr. Nicméně Levák Bob, Líza a Bart spolupracovali, aby mu to úspěšně překazili. Nakonec se Cecil po ztrátě peněz pokusil Barta zabít, což se Bobovi nikdy nepodařilo, ale paradoxně mu to překazil sám Bob. Podruhé se objevil v epizodě 19. řady Pohřeb nepřítele, kde po smrti Leváka Boba přesvědčil Barta, aby šel na jeho kremaci. Ukázalo se však, že Levák Bob celou věc zfalšoval v rámci dalšího promyšleného plánu, jak Barta zabít. Cecil se znovu objevuje v epizodě 21. řady Bratříčku, kde jsi?, kde s Bobem šťastně pouští draky po parku v Bartově snu o tom, že chce mladšího bratra.
V původním znění mu hlas propůjčil David Hyde Pierce, který taktéž ztvárňuje mladšího bratra hlasu Leváka Boba Kelseyho Grammera ve Frasierovi. Cecilův vztah s jeho bratrem je také volně založen na vztahu Nilese a Frasiera ve Frasierovi.